# Cuisine péruvienne
La gastronomie péruvienne désigne les plats et techniques culinaires péruviens est parmi les plus diversifiées au monde, comme en témoigne le fait qu'elle aurait le plus grand nombre de plats  au monde (491). Cette richesse vient de trois sources : la particularité géophysique du pays, le mélange des ethnies et des cultures et l'adaptation de cultures millénaires à la cuisine moderne.
La cuisine péruvienne est l'une des cuisines les plus importantes au monde et un exemple de cuisine fusion, en raison de sa longue histoire multiculturelle,, qui repose sur le mélange des connaissances culinaires de l'ancien Pérou - avec ses propres techniques et ragoûts - avec la cuisine hispanique dans sa variante la plus fortement influencée par 762 ans de présence andalouse dans la péninsule Ibérique, et avec une contribution importante des coutumes culinaires apportées de la côte atlantique de l'Afrique subsaharienne par les esclaves.
Par la suite, ce mélange a été influencé par les us et coutumes culinaires des chefs français qui ont fui la révolution dans leur pays pour s'installer, en grand nombre, dans la capitale du vice-royaume du Pérou. L'influence des migrations du 19e siècle, qui comprenaient des Chinois-Cantonais, des Japonais et des Italiens, entre autres populations principalement européennes, était tout aussi importante,.
Lima, la capitale du Pérou, est reconnue comme la capitale gastronomique des Amériques,,,. L'une des raisons pour lesquelles elle est ainsi appelée est qu'elle accueille le plus important festival alimentaire d'Amérique latine, la Foire gastronomique internationale de Lima, plus connue sous le nom de Mistura.

## Histoire
La présence des différents niveaux altitudinaux de la cordillère des Andes péruviennes et la proximité de l'équateur géographique permettent une variété de microclimats et d'espèces, depuis les habituelles zones enneigées jusqu'aux forêts tropicales humides ; avec 84 des104 zones climatiques du monde, c'est l'un des 12 pays du monde présentant la plus grande mégadiversité,. Il dispose de conditions propices à la culture de fruits et légumes tout au long de l'année. De plus, le courant de Humboldt, composé d'eaux océaniques froides traversant l'océan Pacifique au large des côtes péruviennes, permet l'existence d'une grande variété de poissons et de crustacés (le Pérou est l'un des principaux pays de pêche au monde).

### Période précolombienne

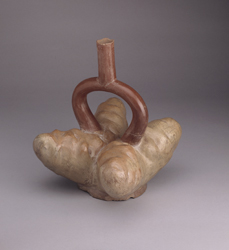
Huaco de la culture Mochica représentant des tubercules de pomme de terre. Musée Larco, Lima, Pérou.

Les Andes centrales péruviennes ont été le plus grand centre de domestication des plantes dans le monde antique, avec des espèces indigènes comme le maïs, les tubercules avec plus de sept mille variétés de pommes de terre, selon l'Institut national de l'innovation agraire (INIA), et beaucoup d'autres de patate douce, de yucca ou manioc, d'oca, de maca ; les graminées quinoa, kiwicha ou amarante, cañihua ; les fruits comme la pomme-crème, la loukoum, la pacae, la tomate, la citrouille, l'avocat, le tumbo, le sauco ; les légumineuses comme les haricots, les pallares, les cacahuètes et une grande variété d'herbes aromatiques.
Avant l'arrivée des Européens, la géographie péruvienne abritait une grande variété de cultures, toutes conquises par l'Empire inca, dont chacune avait des caractéristiques gastronomiques particulières, bien qu'il y ait quelques généralités, selon les chroniqueurs de la Conquête. Par exemple, les principaux condiments étaient les herbes aromatiques, le cocha yuyo (un type d'algue de rivière), le sel et, surtout, le piment, appelé uchu en quechua, et considéré aujourd'hui comme un élément fondamental de la cuisine péruvienne.
L'Inca Garcilaso de la Vega en a parlé dans ses Comentarios Reales (Commentaires royaux) :

« Les gens de mon pays aiment tellement l'uchu qu'ils ne mangent pas sans lui, même s'il ne s'agit que de quelques herbes brutes. En raison du plaisir qu'ils en retirent dans ce qu'ils mangent, ils ont interdit d'en manger pendant leur jeûne rigoureux, parce qu'il serait plus rigoureux,. »

### Cuisine actuelle
Le aji (ou piment) est un ingrédient de base dans de très nombreux plats, la plupart du temps il est utilisé pour donner du goût, colorer les mets ou les relever, l'équivalent du poivre. L'oignon rouge est très présent dans de nombreux plats, souvent cru ou à peine cuit, ou en accompagnement. Le riz et la pomme de terre  accompagnent de nombreux plats et remplace le pain qui se consomme rarement pendant les repas.
Si chaque région garde sa richesse gastronomique, dans la haute gastronomie le mélange des couleurs et des éléments est de mise. La touche innovante des chefs d'aujourd'hui amène une revalorisation des produits péruviens qui n'ont pas eu dans les années passées la visibilité mondiale. Par exemple, la cañihua, le maïs violet, le camu camu et autres. Grâce à cette richesse et à cette harmonie des goûts et des aliments, la cuisine péruvienne est régulièrement primée et ses chefs sont régulièrement médaillés.

### Exportation en France
À la fin des années 1990, les premiers restaurants péruviens s'installent en France, d'abord à Paris puis dans les années 2000 et 2010 dans d'autres grandes villes (Lyon, Bordeaux, Nice, Lille...)[réf. nécessaire]. Les guides gastronomiques commencent à les référencer dans les années 2010, y compris sur leurs sites internet. Par exemple, le site du guide Michelin référence 7 restaurants péruviens. Les milliers de touristes français et les 20 000 Péruviens vivants en France qui cherchent à retrouver les saveurs péruviennes ne trouvaient aucun point d'achat de nourriture péruvienne jusqu'au début des années 2000. Cela explique la création de plusieurs commerces à partir de 2004[réf. nécessaire].
Quelques années plus tard, ces pionniers ouvrent des sites de vente en ligne, alliant ainsi une vitrine virtuelle à leur boutique. C'est la deuxième génération de commerce liée à la gastronomie péruvienne. La troisième génération de commerce péruvien apparaît en 2016 avec des commerces exclusivement sous forme de commerce en ligne, en limitant au maximum les intermédiaires et en ayant beaucoup plus de produits, avec une plus grande diversification (avec les traditionnelles épiceries sucrées, épiceries salées, boissons avec et sans alcool, mais aussi en proposant sur leur site des objets culinaires en bois ou en céramique, des bijoux, vêtements, accessoires de mode, un rayon bien-être avec de nombreux thés et tisanes des Andes, produits artisanaux de toutes sortes, jeux, fossiles et minéraux, timbres, articles numismatiques, reproductions incas, instruments musicaux, tapis et tissus...). Ainsi ces e-boutiques alignent plusieurs centaines de références différentes, tout en conservant la gastronomie péruvienne comme le cœur de leur activité[réf. nécessaire].

## Ingrédients
« Le Pérou est l'un des pays les plus exportateurs de la planète Terre, par la grande richesse de ses ressources naturelles et sa contribution au bien-être du monde. Sans lui, le monde serait pauvre et famélique »

— Antonio Brack Egg
Le Pérou est considéré comme le plus grand centre génétique du monde : maïs (35 écotypes), tomates (15 espèces), pomme de terre (2 301 espèces + 91 sauvages), et patates douces (150 variétés). 650 espèces de fruits « indigènes » et 2 000 espèces de poissons (marins et de rivières – numéro 1 dans le monde).
Les Espagnols ont ramené de ce pays ce qui allait devenir la base alimentaire de beaucoup de peuples comme la pomme de terre ; elle servait à alimenter les pourceaux, jusqu'à ce que Parmentier, dont les notables invités à ses banquets goûtaient aux plats à base de pomme de terre, soient convaincus que cela pouvait servir à l'alimentation humaine. On compte aussi le maïs, dont il partage l'origine avec toute l'Amérique centrale, la tomate, l'arachide, le piment, le fruit de la passion ou maracuyá et bien d'autres choses encore.
Des échanges avec l'Afrique, les conquérants y ont exporté le manioc, la banane, le cacao (il en existe 3 sortes au Pérou) ainsi que les patates douces.

## Gastronomie régionale

### Cuisine de l'Amazonie

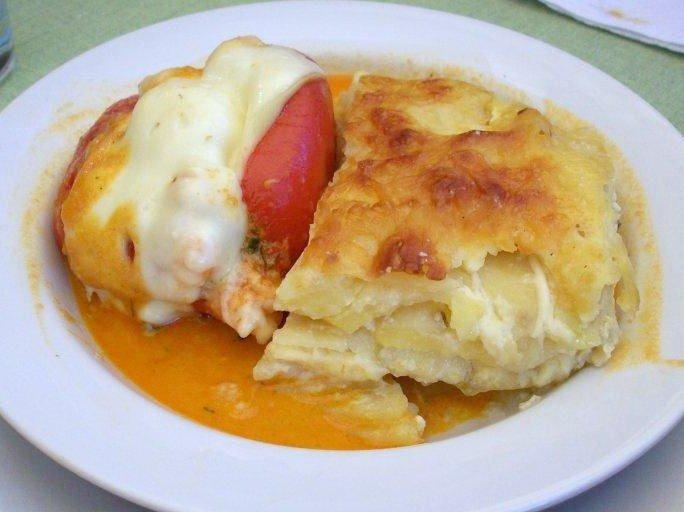
Rocoto Relleno en Arequipa.

Elle utilise les ressources naturelles et locales uniques de poissons comme le paiche, le plus grand poisson d'eau douce, ou la carachama, ou encore la toa ; ou des fruits comme le camu-camu, un fruit qui contient 40 fois plus de vitamine C que le kiwi, ainsi que l'aguaje, dont on fait de délicieux sorbets et une boisson appelée Aguajina. Bien sûr, on y trouve tous les autres fruits tropicaux comme la mangue, le fruit de la passion ou l'ananas. La principale spécialité est le juane, plat à base de riz, assaisonné d'épices, auquel on ajoute habituellement du poulet, le tout enveloppé dans une feuille de bijao. On le mange souvent avec du tacacho, banane verte bouillie, écrasée et frite.
Concernant les viandes, la plus fameuse est la « Cecina », viande de porc assaisonnée et fumée qui peut se consommer crue ou cuite. La viande de tortue est aussi très prisée, ainsi que celle de nombreux animaux locaux, comme le sajino, le crocodile, et même le suri (larve).

### Cuisine de la montagne

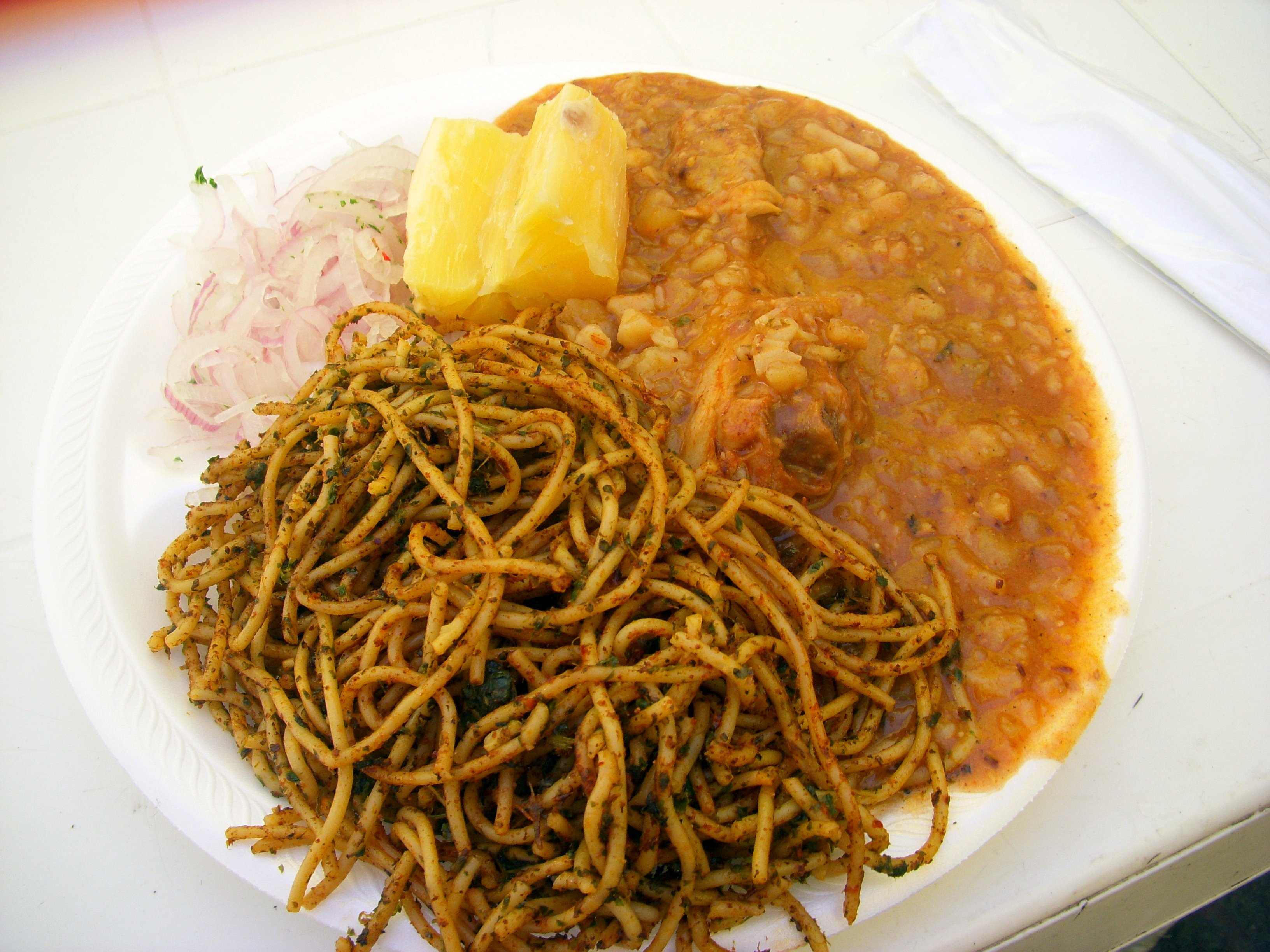
Carapulca.

De par la dureté du terrain, l'alimentation principale reste le maïs, la pomme de terre et autres tubercules tels que l'oca ou l'olluco. La viande consommée dans cette région est celle de l'alpaga, du cochon d'inde, le cuy en espagnol.
La pachamanca est une sorte de nourriture régionale. On fait un trou dans le sol et on le tapisse de feuilles de bananier, on y fait cuire des viandes et des légumes dans un lit de pierres chauffées à blanc. La watya est un autre procédé permettant de cuire des aliments (pommes de terre, oca, patates douce, fèves, bananes à cuire, etc.) dans de la terre chauffée. On construit à même le sol une sorte d'igloo fait de blocs de terre (k'urpas en quechua), de 60 à 80 centimètres de diamètre (ou plus grand selon la quantité de convives). Après avoir chauffé la cavité par le feu, on enlève les braises et on y place un lit d'aliments. On fait s'effondrer le four sur les aliments et c'est la chaleur de la terre qui les cuira en leur donnant une saveur particulière.
Certaines cultures, faites depuis des millénaires, sont redécouvertes par les autres communautés humaines et sont étudiées attentivement par les scientifiques. De par leur culture, qualifiée de bio par les Européens, la particularité du sol et du climat ainsi que leurs qualités intrinsèques, de très haute valeur nutritionnelle, ces aliments font partie de l'alimentation du futur. Pseudo-céréales pour certaines (quinoa, kañiwa) parce qu'y ressemblant sans en être, de vrais tubercules (maca) ou céréales comme la kiwicha connue sous le nom d'amarante. Pour les autres, elles permettent à la population de vivre malgré les conditions de vie. Certains comme le quinoa, la kiwicha ou la maca sont la nourriture des astronautes. D'autres sont étudiés pour être cultivés dans d'autres pays comme la Nouvelle-Zélande, l'Afrique du Sud ou l'Inde.
Le cuy ou cobaye commun était un mets fort apprécié des peuples précolombiens. Des cobayes ont été retrouvés en tant que nourritures dans des tombes au Pérou. Le cobaye, notamment le cuy chactao, est toujours un plat réputé dans la cuisine péruvienne où plusieurs millions de cuyes (ou cavias) sont consommés annuellement. Sa présence dans la culture populaire locale est telle que selon une représentation picturale réalisée dans la cathédrale de Cuzco le dernier repas ou Cène servi aux apôtres de Jésus  est un plat de cobaye. Ces animaux sont utilisés également pour absorber les mauvais esprits lors des rituels de guérisons traditionnelles. Manger du « cuy » noir guérirait l'arthrite. Le cuy se mange surtout grillé ou fumé. Sa viande, très faible en gras, est maintenant utilisée et proposé dans la haute cuisine contemporaine  de nos jours.

### Cuisine côtière

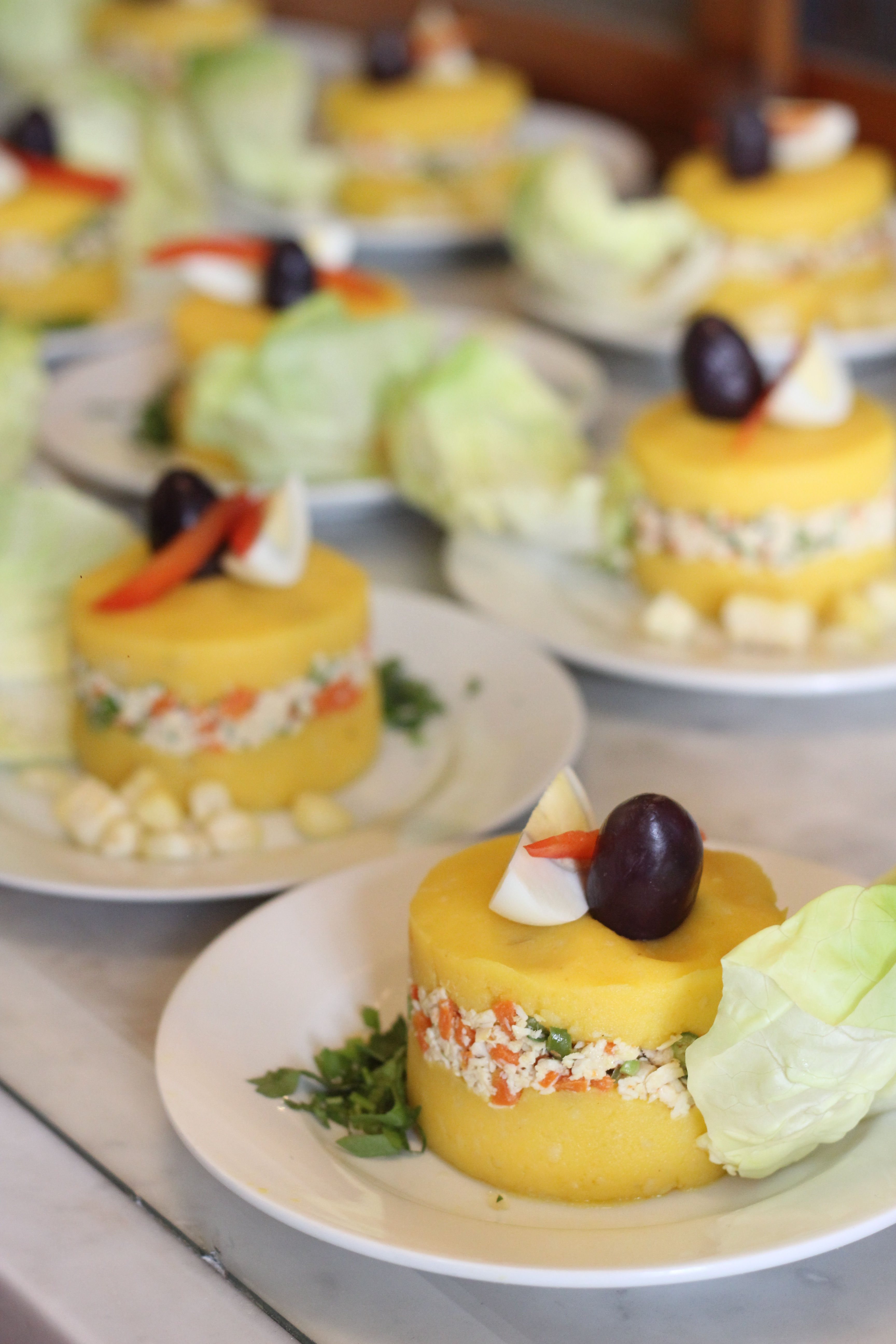
Causa.

Nous pourrions dire « les côtes ». L'océan Pacifique est la source principale des ressources aquatiques du pays. Le Pérou est le principal fournisseur de farine de poisson pour l'alimentation animale au niveau mondial. Ses richesses en poissons, mais aussi en faune et flore marine sont énormes, on y trouve des races uniques de plantes ou d'animaux. Mais il faut aussi parler des richesses d'eau douce : l'Amazone, qui prend sa source au Pérou, ainsi que ses affluents ; et le lac Titicaca, ainsi que les autres rivières et lacs qui sont nombreux.
Chaque région y adapte sa cuisine. Friands de poissons et crustacés crus baignés au jus des limettes, le « ceviche » ou « cebiche » est considéré le plat national du Pérou. Ce plat est consommé partout et décliné sous bien des formes (mixto, mélange de poissons ; avec une seule sorte de poisson ou coquillage).
Le « chupe de camarones » constitue un des plats les plus raffinés de la côte péruvienne. C'est une sorte de soupe épaisse réalisée à base d'écrevisses d'eau douce, de pommes de terre, de lait et de piment. La truite est plutôt consommée dans les Andes où elle abonde.

### Cuisine de Lima

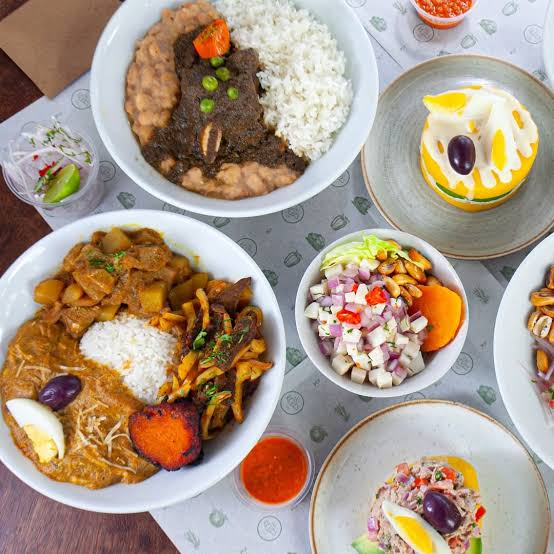
Cuisine "criolla y marina" péruvien

Grand point d'émigration, cette ville a adapté les plats de chaque culture qui l'a abordé. On y trouve la plupart des plats péruviens, issus de métissages amérindiens, africains, espagnols, français, chinois ou arabes. La cuisine créole est la principale de cette ville cosmopolite. Cette cuisine créole est d'ailleurs souvent le résultat de tentatives d'imitation de plats de la noblesse espagnole, avec des restes de plats et des ingrédients à portée de main en remplaçant d'autres inaccessibles. Le tacu-tacu et l'aguadito en sont deux exemples.
Les pâtisseries telles que : les alfajores, les picarones ou l'arroz zambito sont une des richesses culinaires de la capitale.
Certains restaurants de la capitale peuvent maintenant rivaliser avec d'autres grandes maisons internationales. D'autres restaurants, moins chers, donc plus adaptés aux capacités et aux besoins de la population moyenne. Les restaurants Chifa, résultat de l'immigration chinoise au Pérou, sont nombreux et proposent une cuisine chinoise adaptée aux goûts péruviens.

## Spécialités notables

### Entrées

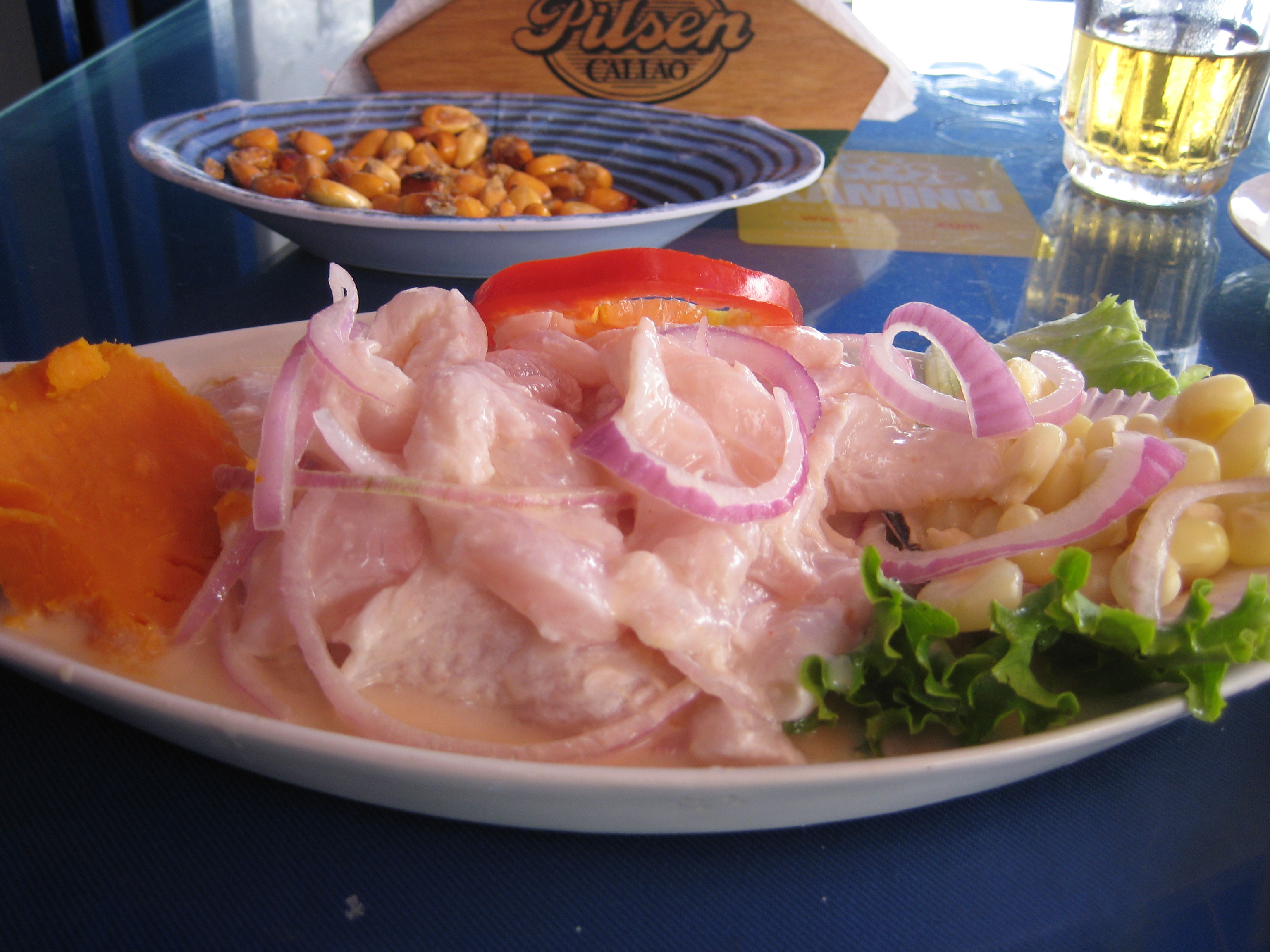
Ceviche.

- Causa a la limeña (rellena): classique de la cuisine péruvienne, purée de pommes de terre épicée aux piments jaunes péruvien farcis au thon.
- Ceviche de corvina : morceaux de poisson cru macérés dans du jus de citron vert, considéré le plat national. On remplace néanmoins souvent le poisson par des fruits de mer, du poulpe, etc.
- Ceviche de langostinos, de camarones

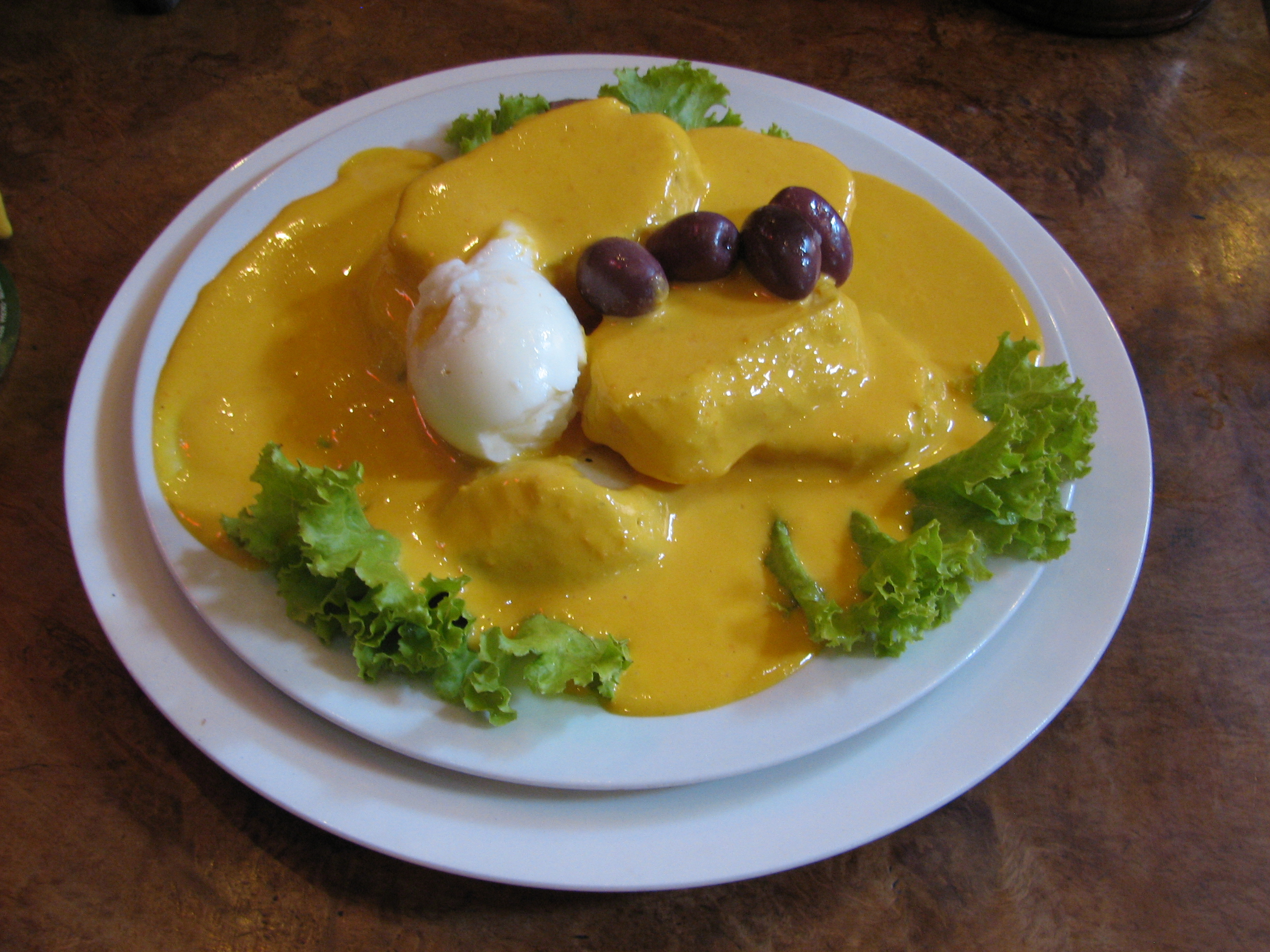
Papa a la huancaina

- Papa a la huancaina : pommes de terre avec une sauce au fromage blanc et au piment doux.

- Ocopa : pommes de terre avec une sauce au fromage frais, cacahuètes, piment doux et huacatay (herbe andine au goût mentholé).

- Tamal : semoule de maïs (à base de grains fermes ramollis) cuite à la vapeur dans une feuille de maïs ou de bananier, fourrée au poulet ou au thon, parfois avec des olives.
- Humita : semblable au tamal, c'est une semoule de maïs (à base de grains tendres moulus) qui peut être fourrée avec de la viande (bœuf ou poulet) . Elle peut être sucrée et contient alors des raisins secs.

### Plats

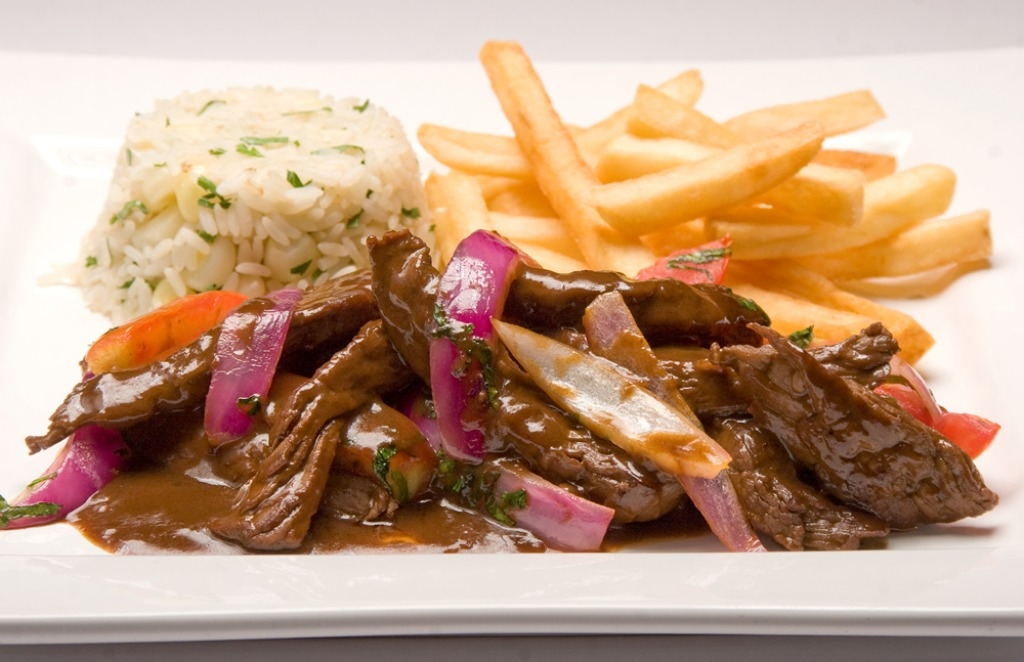
Lomo saltado, spécialité péruvienne

- Lomo saltado : plat traditionnel péruvien, constitué de morceaux de bœuf sautés avec des oignons rouges, tomates, sauce soja, piment jaune, avec du riz parfumé et des frites ;
- Ají de gallina : émincé de poulet en sauce au piment doux, servi avec des pommes de terre et du riz ;
- Anticuchos : brochettes de cœur de bœuf (ou poisson, fruits de mer…) mariné et cuit au grill ;
- Arroz chaufa : riz à la chinoise, dont la préparation a été modifiée par les immigrants chinois pour s'adapter aux gouts péruviens. Plus précisément, du riz à la sauce soja (sillao) avec des légumes chinois ;
- Arroz con pato : parfois décliné en arroz con pollo : riz à la coriandre et au canard ou au poulet avec des légumes divers ;
- Carapulca : ragoût de pommes de terre déshydratées (chuño), viandes (poulet porc) et cacahuètes ;
- Picante de camarones : écrevisses en sauce pimentée ;

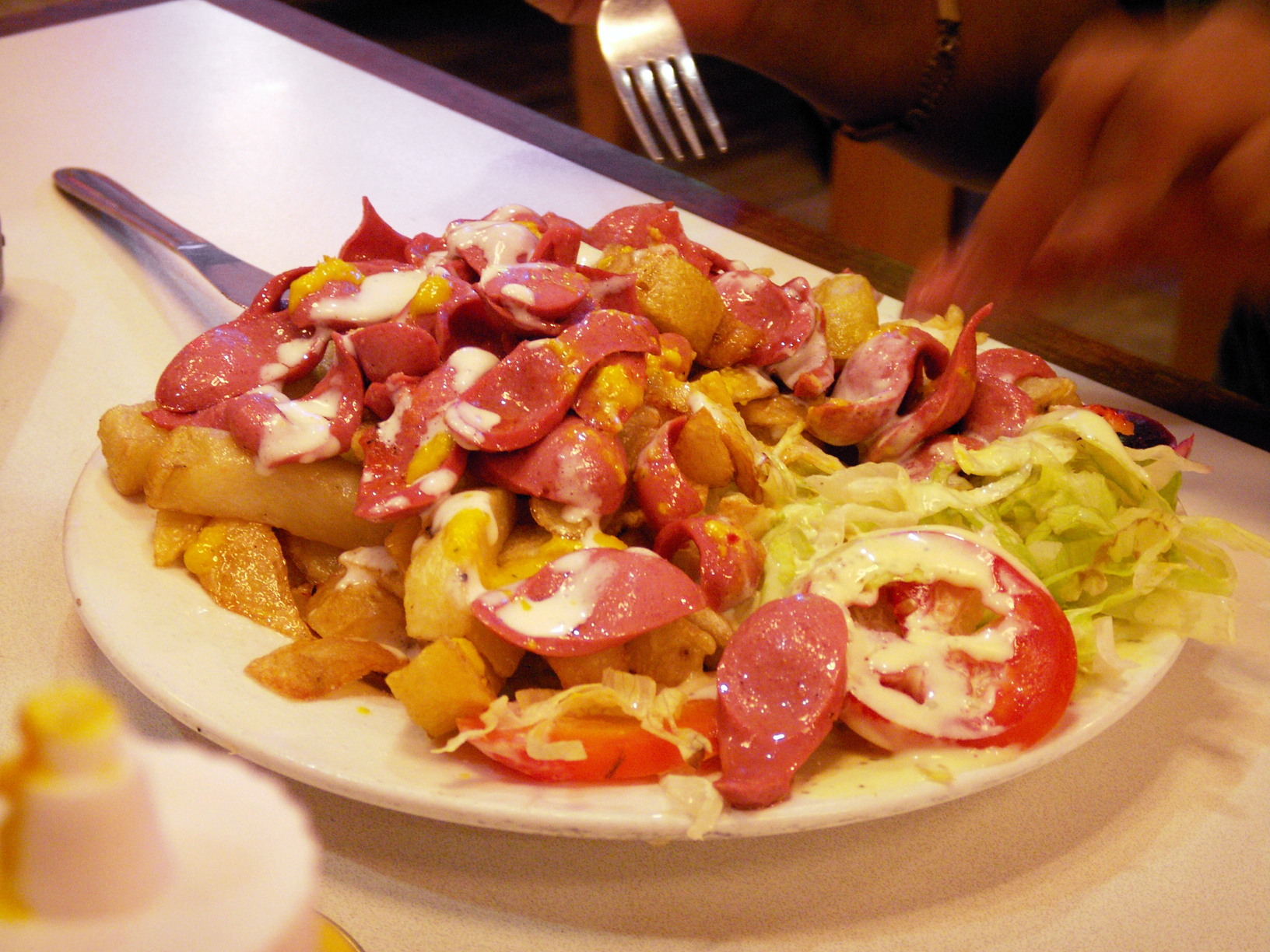
Salchipapa.

- Pollo a la brasa, ou « poulet à la braise » : c'est aujourd'hui le plat le plus consommé au Pérou. Le poulet est mariné dans de la bière brune et des épices puis cuit à la braise et servi avec différentes sauces et des frites ;

- Rocoto relleno, piment rocoto : farci de viande, de pommes de terre et de fromage ;
- Salchipapas : saucisses et pommes de terre frites ;
- Seco de res (ou de gallina : bœuf (ou poulet) à la sauce à la coriandre ;
- Shambar : soupe très garnie de viande de porc, blé, lentilles, haricots blancs, fèves et légumes ;
- Tacu-tacu, haricots blancs (ou lentilles), riz et oignons, cuisinés en forme d'omelette.

### Desserts

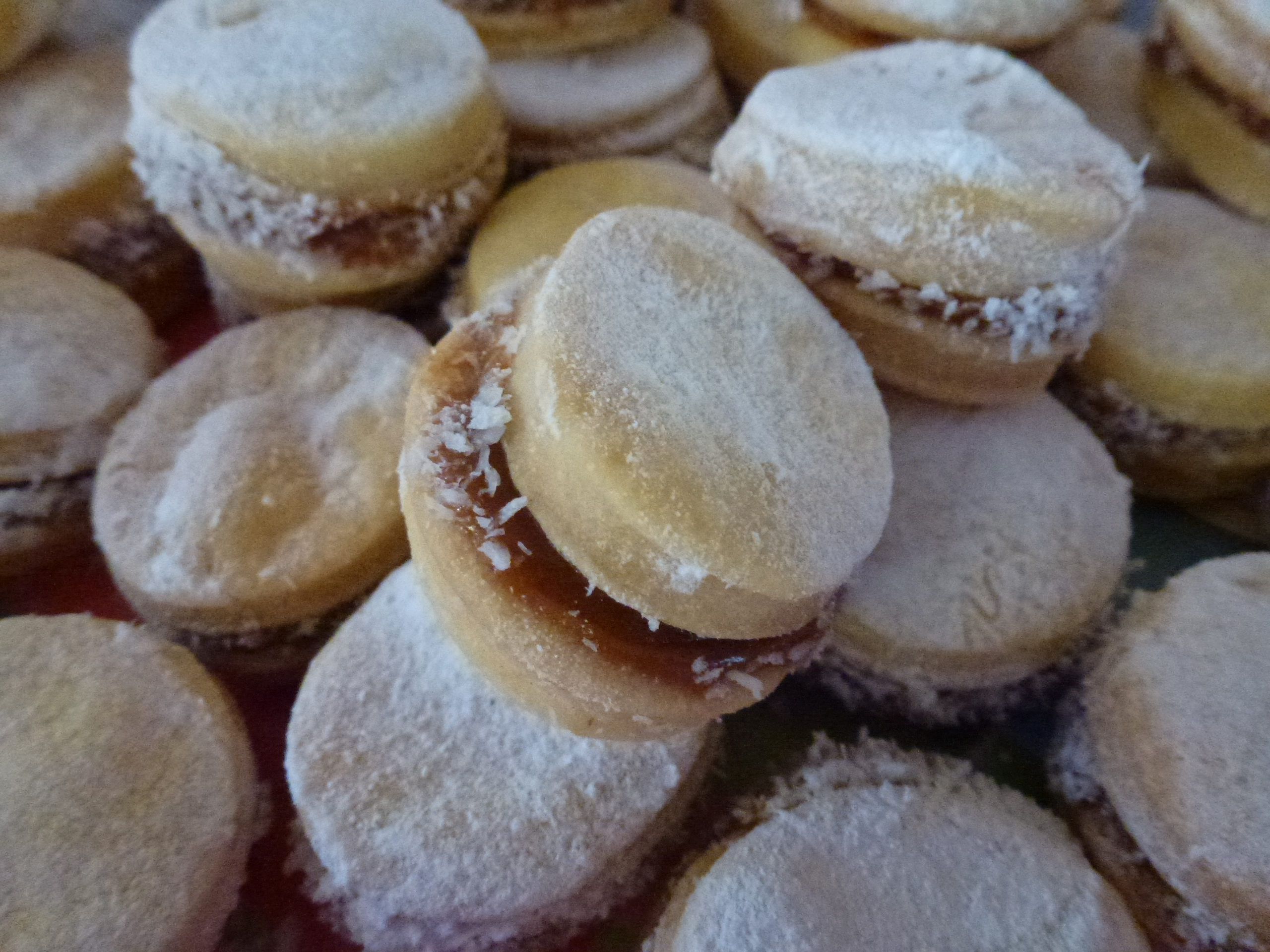
Alfajores miniatures.

- Mazamorra morada : sorte de confiture / gélatine à base de maïs violet avec des morceaux de fruits (ananas, coings, pommes. pruneaux, etc.).
- suspiro a la limeña : manjar blanco (confiture de lait ou crème au lait caramélisé) recouvert de meringue et cannelle.

- Churro : beignets allongés et cannelés parfois fourrés au manjar blanco (lait caramélisé) ou chocolat.

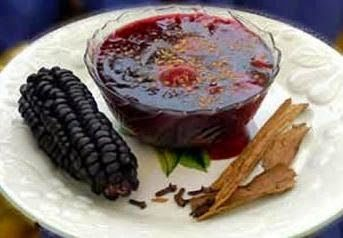
Mazamorra morada péruvienne

- tejas : pâte à sucre fourrée au manjar blanco (confiture de lait) et noix de pécan (ou figue, cacahuètes, citron, etc.). Quand la pâte à sucre est remplacée par du chocolat, on l'appelle Chocoteja.

- Alfajor : deux biscuits entre lesquels on met de la confiture de lait, recouverts de sucre glace.

- turrón de Doña Pepa : gâteau sec formé de plusieurs couches de rouleaux de biscuits imbibés de chancaca (mélasse ou sirop épais de canne à sucre), décoré de bonbons très colorés, servi traditionnellement durant le mois d'octobre à l'occasion de la fête du Seigneur des Miracles.

### Boissons

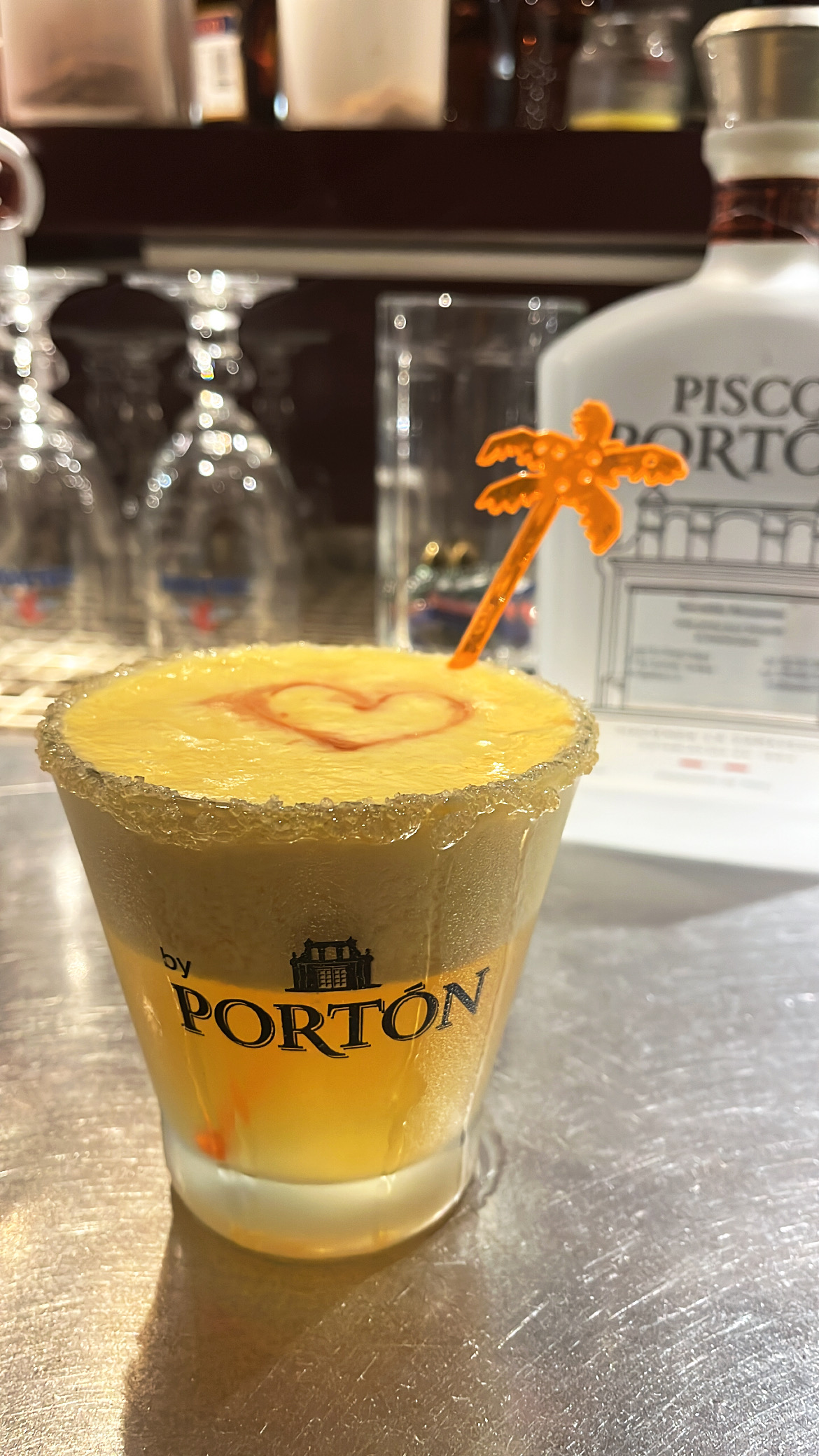
Maracuya sour, Restaurant Galliano

- Le pisco : la boisson nationale, est un alcool de raisin. Il est protégé internationalement contre les malfaçons et est fait seulement dans certaines régions du Pérou. Récemment, l'Organisation mondiale de la propriété intellectuelle a déclaré que l'appellation Pisco serait réservée à la boisson péruvienne.

- Pisco sour (ou Maracuya sour) : cocktail alcoolisée péruvien à base de Pisco et de jus de citron vert (ou fruit de la passion).
- La chicha ou bière de maïs : faite à base de maïs blanc fermenté. À ne pas confondre avec le masato, fait par les indigènes de la forêt amazonienne, à base de manioc fermenté, parfois mâché.
- la chicha morada : boisson sans alcool, sucrée, fabriquée à base de maïs violet péruvien.
- Les vins : sont issus de vignes d'origines françaises, cultivées dans la région d'Ica. Ceux produits par Tacama sont ainsi de bonne qualité, gagnant souvent des prix internationaux.
- Inca Kola : boisson gazeuse jaune à base de hierba luisa (sorte de verveine), sucrée et très populaire originaire du Pérou.
- Chicha de jora : La chicha du Pérou a de nombreuses variétés. La manière traditionnelle, connue sous le nom de chicha de jora, est préparée depuis l'époque des Incas ; Il est fabriqué en fermentant du maïs.

### Divers
- Chuño : petites pommes de terre de couleur presque noire, déshydratées par congélation naturelle pendant la nuit et séchage au soleil durant la journée, répétant le procédé pendant une dizaine de jours. Ce processus ancestral dans les Andes permet aux tubercules de se conserver plusieurs années, elles sont réhydratées dans l'eau avant leur utilisation.
- Tunta ou moraya : pommes de terre déshydratées ; à la différence du chuño elles ne sont pas exposées au soleil, mais submergées plusieurs jours dans une rivière, ce qui lui fera perdre sa peau et lui donnera une couleur blanche.